# Mucking
Mucking är en by i distriktet Thurrock, i grevskapet Essex, i England. Mucking var en civil parish fram till 1936 när blev den en del av Thurrock. Civil parish hade 498 invånare år 1931. Byn nämndes i Domedagsboken (Domesday Book) år 1086, och kallades då Muc(h)inga.